# Luciano Montero
Luciano Montero Hernández (Gemuño, 20 aprile 1908 – Buenos Aires, 1º agosto 1993) è stato un ciclista su strada spagnolo.
Professionista dal 1936 al 1943, specialista delle cronometro, vinse tre titoli nazionali spagnoli (1929, 1932, 1934), allora disputati nel formato a cronometro, e chiuse al secondo posto il campionato del mondo 1935, in Belgio, battuto dal solo Jean Aerts.

## Carriera
Nato nella Provincia di Avila ma trasferitosi ancora piccolo con la famiglia in Gipuzkoa, passò professionista nelle file della Real Union nel 1926, cogliendo subito un successo nel Trophée France-Sport a Bordeaux. Nella stagione successiva ottenne alcune affermazioni, tra cui quella nel Circuito de Pascuas a Pamplona, e si mise in luce nelle corse spagnole, terminando al quinto posto il campionato nazionale, disputato dal 1927 al 1949 nel formato della cronometro individuale. Anche nel 1928 i risultati furono analoghi alle stagioni precedenti, con la seconda vittoria al Circuito de Pascuas.
Nel 1929 vinse il suo primo titolo nazionale, sempre a cronometro, e ottenne in totale quattro vittorie, fra cui il Gran Premio UVE che si correva a Madrid. Nel 1930 non riuscì a ripetersi nel campionato nazionale, che chiuse al secondo posto, mentre l'anno successivo fu quarto; nel 1932 conquistò invece il Gran Premio República a Eibar e nuovamente il campionato nazionale, terminando ancora secondo l'anno seguente.
Nel 1934 vinse il suo terzo e ultimo titolo nazionale e il secondo Gran Premio República, chiudendo la stagione con un totale di sette successi. In stagione partecipò anche al suo primo ed unico Tour de France che lo vide concludere in trentesima posizione, anche a causa di varie cadute, e con un solo piazzamento di rilievo, il quinto posto nella quindicesima tappa; contribuì comunque al terzo posto finale della Nazionale spagnola nella classifica a squadre. Sempre in Francia ottenne il terzo posto nel Grand Prix des Nations, gara a cronometro antesignana del campionato del mondo di specialità.
Nel 1935 partecipò alla Vuelta a España dove però si ritirò, fu poi nuovamente terzo al Grand Prix des Nations ed eguale risultato colse nel campionato nazionale; fu convocato anche per i mondiali di Floreffe, in Belgio, dove chiuse al secondo posto assoluto, battuto dal solo Jean Aerts vincitore in solitaria, diventando comunque il primo medagliato spagnolo nella competizione iridata.
Nel 1936 non colse successi, anche se numerosi furono i piazzamenti, secondo ai campionati nazionali e il terzo al Grand Prix des Nations. Ottenne in totale sette medaglie nel campionato nazionale, in edizioni disputate tutte a cronometro, tre d'oro (1929, 1932, 1934), tre d'argento (1930, 1933, 1936) e una di bronzo (1935).
Convinto repubblicano, allo scoppio della Guerra civile spagnola lasciò il paese per stabilirsi in Francia. Nel 1937 colse una sola vittoria, nel Grand Prix de Marseille, una prova su strada particolare che, come la Bordeaux-Parigi, era corsa in stile derny ossia dietro moto. In questa stagione iniziò a dedicarsi anche alle Sei giorni. Nel 1938 ottenne ancora due vittorie, entrambe in Francia, alla Bordeaux-Angoulème e ancora al Grand Prix de Marseille, ma questi furono anche i suoi ultimi risultati prima del trasferimento in Argentina nel 1941 e del ritiro dalle corse nel 1943. Morì proprio a Buenos Aires, in Argentina, nel 1993.
Anche il fratello Ricardo Montero, maggiore di sei anni, e il nipote Luciano Montero Rechou, figlio di Ricardo, furono ciclisti professionisti.

## Palmarès
- 1926

Trophée France-Sport
- 1927

Circuito de Pascuas
- 1928

Circuito de Pascuas
Gran Premio d'Irun
1ª tappa Tour du Sud-Est
- 1929

Campionati spagnoli, Prova in linea
Gran Premio de Beasain
Gran Premio UVE
- 1930

Gran Premio de la Bicicleta Eibarresa
Vuelta a Alava
Gran Premio de Beasain
Trofeo Olimpia
- 1931

Gran Premio de Beasain
Circuito Ribera de Jalon
Gran Premio d'Irun
- 1932

Campionati spagnoli, Prova in linea
Gran Premio República
Circuit Peugeot Donostia
- 1933

Grand Prix de l'Echo d'Alger
Gran Premio d'Irun
Gran Premio República
Circuito Luarca
4ª tappa Vuelta a Galicia
- 1934

Campionati spagnoli, Prova in linea
Gran Premio República
Gran Premio de Vizcaya
Gran Premio de Beasain
- 1935

Campionato di Guipozcoa Renteria
- 1937

Bordeaux-Angoulème
Grand Prix de Marseille
- 1938

Grand Prix de Marseille

### Altri successi
- 1927

Criterium di Bayonne
Criterium di Hernani
- 1929

Criterium di Logroño
- 1931

Criterium di Miremont
- 1932

Gran Premio Ategorrieta (criterium)
Gran Premio de Valladolid (criterium)
- 1933

Criterium di Bayonne
Criterium di Bergara
Vuelta a Legazpia (criterium)
- 1934

Criterium di Onatzi
Criterium di Zegama
- 1935

Criterium di Bergara
Criterium di Pamplona

## Piazzamenti

### Grandi Giri
- Tour de France

1934: 30º
- Vuelta a España

1935: ritirato (6ª tappa)

### Competizioni mondiali
- Campionati del mondo

Floreffe 1935 - In linea: 2º
Berna 1936 - In linea: ritirato
Valkenburg 1938 - In linea: ritirato